# Dolichopeza (Nesopeza) tarsalba
Dolichopeza (Nesopeza) tarsalba is een tweevleugelige uit de familie langpootmuggen (Tipulidae). De soort komt voor in het Palearctisch gebied.